# Martha Mödl

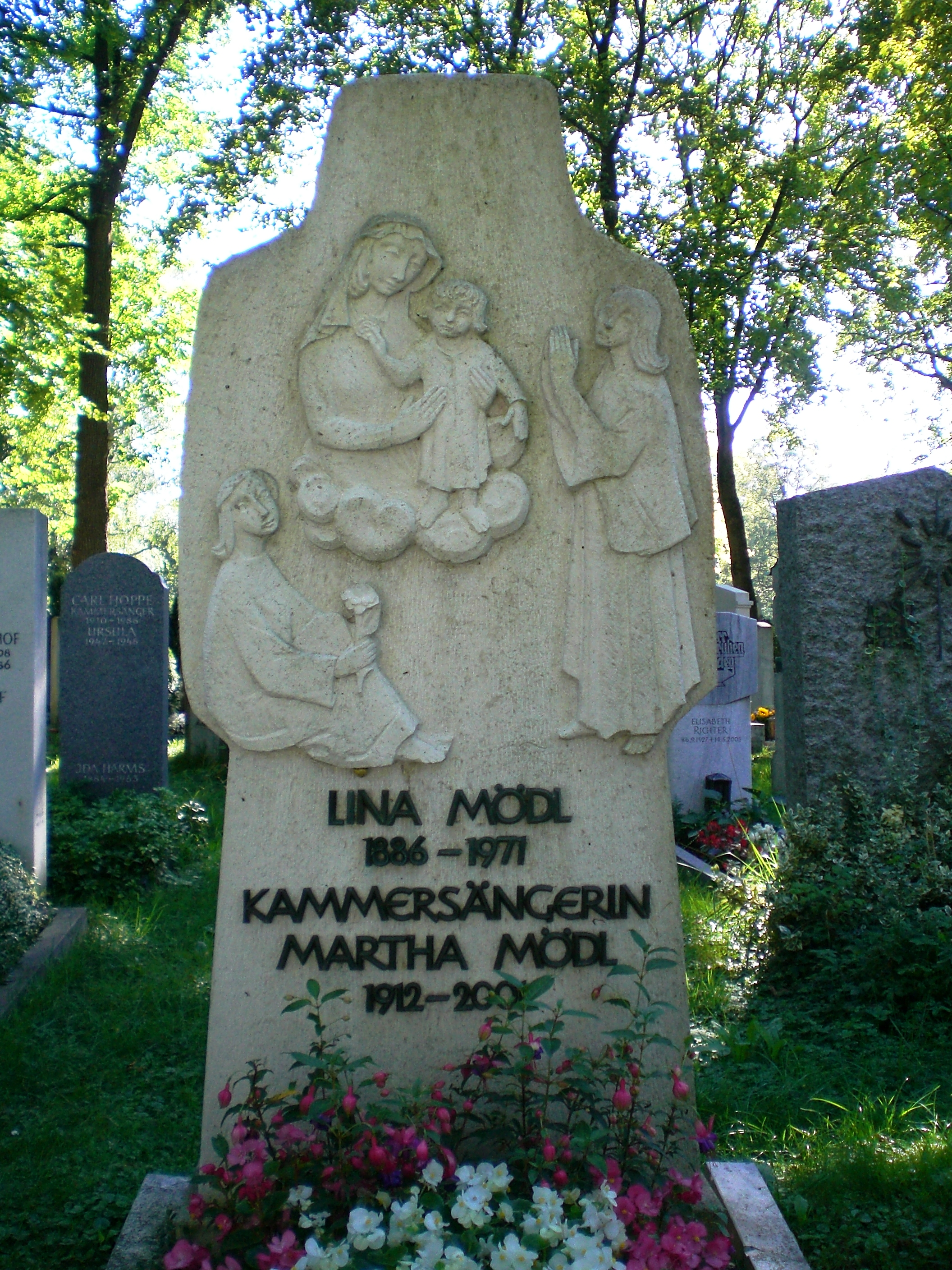
Grab von Martha Mödl; München, Ostfriedhof

Martha Mödl (* 22. März 1912 in Nürnberg; † 17. Dezember 2001 in Stuttgart) war eine deutsche Opernsängerin (Mezzosopran, später dramatischer Sopran) und zweifache Kammersängerin. Neben Astrid Varnay und Birgit Nilsson gehörte sie zu den „drei großen Wagner’schen Nachkriegsprimadonnen“ und war eine gefeierte Klytämnestra in Elektra von Richard Strauss.

## Leben
Martha Mödl besuchte das Institut der Englischen Fräulein (Congregatio Jesu), eine katholische, aber weltliche Höhere Töchterschule, wo sie ihr Abitur erlangte. Zwölf Jahre lang hatte sie Klavierunterricht. Sie begann nach langer Tätigkeit als kaufmännische Angestellte ihr Gesangsstudium erst mit 28 Jahren in ihrer Heimatstadt dank eines ortsansässigen Mäzens und war nach dem Krieg eine der führenden Sängerinnen ihres Fachs an allen großen Bühnen der Welt. Begonnen hat sie ihre Karriere 1943 in Remscheid noch als Mezzosopran mit den typischen Rollen wie Hänsel, Mignon, Cherubino, Carmen. In den letzten Kriegsmonaten musste sie Artilleriegranaten drehen, ihr Vertrag in Remscheid galt aber noch, sodass sie ihre Karriere sofort wieder aufnehmen konnte. Noch 1945 erfolgte der Wechsel an die Deutsche Oper am Rhein nach Düsseldorf und Duisburg (deren Haus sie fast durchgehend bis zu ihrem Tod verbunden war), wo sie als Carmen debütierte. Es folgten Engagements in Hamburg, München, Rom, Mailand, Wien, am Teatro Colón in Buenos Aires und an der Metropolitan Opera in New York.
Im Bayreuth der Nachkriegsjahre war sie dann nach ihrem Wechsel ins hochdramatische Sopranfach Isolde (Tristan und Isolde), Brünnhilde (Der Ring des Nibelungen) und Kundry (Parsifal), teilweise im Wechsel mit ihren berühmten Kolleginnen Astrid Varnay und Birgit Nilsson. Nach einem stimmlich bedingten Wechsel zurück ins Mezzofach in den sechziger Jahren, widmete sich Martha Mödl zunehmend dem Charakterfach und verschloss sich auch nicht der sog. „Neuen Musik“. Komponisten wie Hans Werner Henze, Giselher Klebe, Walter Haupt, Wilfried Hiller oder Aribert Reimann schätzten vor allem ihre darstellerische Intensität.
Bei den Gandersheimer Domfestspielen spielte sie 1978 die Titelrolle in Das Haus der Bernarda Alba von Federico García Lorca; sie erhielt dafür 1980 den „Roswitha-Ring“ als herausragendste Schauspielerin. 1988 wurde ihr das Silberne Blatt der Dramatiker Union und 1999 der Bayerische Maximiliansorden für Wissenschaft und Kunst verliehen.
Bis Anfang 2001 konnte man sie auf der Bühne erleben, unter anderem am Saarländischen Staatstheater in Saarbrücken, in Düsseldorf als Golde in Anatevka oder in ihrer großen Parade-Altersrolle als Gräfin in Tschaikowskis Pique Dame an der Oper der Stadt Köln, der Wiener Staatsoper und am Mannheimer Nationaltheater. Noch Ende 2000 sang sie in der Neuproduktion der ursprünglich für sie komponierten Oper Die Gespenstersonate von Aribert Reimann.
Sie ist auf dem Münchner Ostfriedhof beigesetzt.

## Ehrungen
- 1956: Österreichische Kammersängerin[7]
- 1960: Baden-Württembergische Kammersängerin[7]
- 1972: Großer Kulturpreis der Stadt Nürnberg
- 1973: Großes Verdienstkreuz des Verdienstordens der Bundesrepublik Deutschland
- 1980: Roswitha-Ring
- 1988: Silbernes Blatt der Dramatiker Union
- 1992: Bayerischer Verdienstorden
- 1999: Bayerischer Maximiliansorden für Wissenschaft und Kunst, Abteilung für Kunst

## Repertoire/Partien (Auswahl)
- Verdi: Der Troubadour, 1942–1946 – Azucena
- Humperdinck: Hänsel und Gretel, 1942–1944 – Hänsel
- Verdi: La traviata, 1942–1944 – Flora
- Strauss: Arabella, 1942–1944 – Adelaide
- Lehár: Zigeunerliebe; 1942–1944 – Zorika
- Thomas: Mignon, 1942–1944 – Titelpartie
- Mozart: Die Hochzeit des Figaro, 1942–1947 – Cherubino
- Offenbach: Hoffmanns Erzählungen, 1946 – Niklas
- Humperdinck: Hänsel und Gretel, 1946 – Gertrud
- Bizet: Carmen, 1946–1959 – Titelpartie
- Hindemith: Mathis der Maler, 1947 – Gräfin Helfenstein
- Strauss: Der Rosenkavalier, 1947–1952 – Octavian
- Verdi: Don Carlos, 1947–1965 – Eboli
- Berg: Wozzeck, 1948 – Marie
- Strauss: Ariadne auf Naxos, 1948–1949 – Komponist
- Wagner: Tannhäuser, 1948–1959 – Venus
- Mussorgski: Boris Godunow, 1949–1954 – Marina
- Wagner: Parsifal, 1949–1963 – Kundry
- Strauss: Elektra, 1949–1969 – Klytämnestra
- Strauss: Elektra, 1950–1962 – Titelpartie
- Verdi: Macbeth, 1950–1956 – Lady Macbeth
- Verdi: Ein Maskenball, 1951 – Ulrica
- Menotti: The Consul, 1951 – Magda
- Wagner: Götterdämmerung, 1951–1952 – 3. Norn und Gutrune
- Beethoven: Fidelio, 1951–1960 – Leonore
- Wagner: Tristan und Isolde, 1951–1963 – Isolde
- Wagner: Lohengrin, 1953 – Ortrud
- Wagner: Der Ring des Nibelungen, 1953–1963 – Brünnhilde
- Wagner: Die Walküre, 1954 – Sieglinde
- Wagner: Die Walküre, 1954 – Brünnhilde
- Orff: Antigonae, 1956 – Titelpartie
- Schoeck: Penthesilea, 1957 – Titelpartie
- Strawinsky: Oedipus Rex, 1958–1961 – Iocaste
- Fortner: Bluthochzeit, 1961–1986 – Mutter
- Strauss: Die Frau ohne Schatten, 1963/64 – Amme
- Janáček: Jenůfa, 1964 – Küsterin
- Wagner: Götterdämmerung, 1966/67 – Waltraute
- Britten: Albert Herring, 1966–1972 – Mrs. Herring
- Weill: Aufstieg und Fall der Stadt Mahagonny, 1966–1983 – Begbick
- Tschaikowsky: Pique Dame, 1966–1992 – Gräfin
- Strauss: Salome, 1967 – Herodias
- Wagner: Der Ring des Nibelungen, 1967 – Fricka
- Lortzing: Der Wildschütz, 1968 – Gräfin
- Blacher: 200.000 Taler, 1968 (UA Berlin) – Ettie-Mennie
- Britten: Gloriana, 1968 – Elizabeth I.
- Dessau: Die Verurteilung des Lukullus, 1968 – Fischweib
- Millöcker: Der Bettelstudent, 1970 – Palmatica Gräfin Nowalska
- Yun: Geisterliebe, 1971 (UA Kiel) – Schamanin
- Reimann: Melusine, 1971 (UA Schwetzinger Festspiele)–1976 – Pythia
- Smetana: Die verkaufte Braut, 1971–1976 – Ludmilla
- Strauss: Die schweigsame Frau, 1971–1977 – Haushälterin
- Mussorgski: Boris Godunow, 1971–1979 – Schankwirtin
- Fortner: Elisabeth Tudor, 1972 – Bänkelsängerin
- von Einem: Der Besuch der alten Dame, 1972–1973 – Claire
- Menotti: The Medium, 1972–1976 – Madame Flora
- Puccini: Gianni Schicchi, 1973–1975 – Zita
- Giordano: Andrea Chénier, 1974 – Madelon
- Janáček: Káťa Kabanová, 1974 – Kabanicha
- Strawinsky: The Rake’s Progress, 1976 – Mutter Goose
- von Einem: Kabale und Liebe, 1977 (UA Wien) – Frau Miller
- Strauss: Arabella, 1977/78 – Kartenlegerin
- Kodály: Háry János, 1978 – Fürstin
- Bock/Stein: Anatevka, 1979–1998 – Golde
- Cerha: Baal, 1981 – Baals Mutter
- Hamel: Ein Menschentraum, 1981 (UA Kassel) – Madachs Mutter
- Strawinsky: Die Geschichte vom Soldaten, 1981–1992 – Mutter
- Mussorgski: Boris Godunow, 1982–1984 – Amme
- Reimann: Die Gespenstersonate, 1984 (UA Berlin)–1988 – Mumie
- Reimann: Troades, 1987 – Chorführerin
- Klebe: Gervaise Macquart, 1995 (UA Düsseldorf) – Bazouge.

## Diskografie (Auswahl)
- Beethoven: Fidelio. Wien 1953 (Theater an der Wien, live) – Furtwängler – Leonore (Replica)
- Beethoven: Fidelio. Wien 1953 – Furtwängler – Leonore (EMI)
- Beethoven: Fidelio. Wien 1955 (Wiedereröffnung der Staatsoper, live) – Böhm – Leonore (Orfeo 1955), mehrere Auszeichnungen u. a. Diapason d’or
- Cerha: Baal, UA Salzburg 1981 – Christoph von Dohnanyi – Baals Mutter (Amadeo/Polygram)
- von Einem: Kabale und Liebe, UA Wien 1977 – von Dohnanyi – Frau Miller (ORF)
- Fortner: Bluthochzeit, Stuttgart 1961 (live) – Leitner – Mutter (SDR 1961)
- Henze: Elegie für junge Liebende, Berlin 1962 – Henze – Gräfin (DG)
- Janáček: Jenůfa, Wien 1964 – Jaroslav Krombholc – Küsterin (ORF 1964)
- Janáček: Jenůfa. Zürich 1986 – Christian Thielemann – Alte Buriya
- Klebe: Gervaise Macquart, Düsseldorf 1995 (live) – János Kulka – Bazouge (WDR 1995)
- Mussorgsky: Boris Godunow, München 1957 – Eugen Jochum – Marina (Myto)
- Nicolai: Die lustigen Weiber von Windsor (DEFA 1950)
- Offenbach: Die Banditen, Köln 1980 – Steinberg – Fürstin (WDR 1980)
- Offenbach: Hoffmanns Erzählungen, Köln 1950 – Eugen Szenkar – Giulietta (WDR 1950)
- Orff: Antigonae, Stuttgart 1956 – Leitner – Antigonae (SDR 1956)
- Orff: Antigonae, München 1957 – Wolfgang Sawallisch – Antigonae (BR 1958)
- Orff: Oedipus der Tyrann, Hamburg 1961 – Winfried Zillig – Jokasta (NDR 1961)
- Puccini: Gianni Schicchi, München 1973 – Sawallisch – Zita, gen. die Alte, Buosos Base (Orfeo 1973)
- Purcell: Dido and Aeneas, Hamburg 1958 – Schmidt-Isserstedt – Dido (NDR 1958)
- von Schillings: Das Hexenlied, Köln 1991 (WDR live) – Jan Stulen – Rezitation (CPO)
- Schoeck: Penthesilea, Stuttgart 1958 – Leitner – Penthesilea (SDR 1958)
- Schultze: Schwarzer Peter, Köln 1979 (WDR) – Schultze – Königin (Koch)
- Strauss: Elektra, Florenz 1950 (Maggio Musicale Fiorentino live) – Dimitri Mitropoulos – Klytämnestra (Cetra)
- Strauss: Der Rosenkavalier, Edinburgh 1952 – Schmidt-Isserstedt – Octavian (Omega Opera Archive)
- Strauss: Die Frau ohne Schatten, München 1963 (Wiedereröffnung des Nationaltheaters, live) – Joseph Keilberth – Amme (DG)
- Strauss: Die Frau ohne Schatten, Mannheim 1964 – Heinz Wallberg – Amme (Omega Opera Archive)
- Strauss: Elektra, Salzburg 1964 (live) – von Karajan – Klytämnestra (Orfeo 1964), Auszeichnungen: Opera Le Timbre de Platine u. ffff Télérama
- Strauss: Elektra, Düsseldorf 1964 (live) – Arnold Quennett – Klytämnestra (Orfeo 1964)
- Strauss: Elektra, Rom 1965 – Antal Doráti – Klytämnestra
- Strauss: Elektra, London 1965 – Edward Downes – Klytämnestra
- Strauss: Salome, Genf 1967 – Sebastian – Herodias (Omega Opera Archive)
- Strauss: Die schweigsame Frau, München 1971 – Sawallisch – Haushälterin (Orfeo 1971), Auszeichnung: Classica
- Strauss: Elektra, Stuttgart 1971 – Kleiber – Klytämnestra
- Strauss: Elektra, Rom 1971 – Sawallisch – Klytämnestra
- Strauss: Elektra, Hamburg 1975 – Horst Stein – Klytämnestra
- Strauss: Elektra, Kiel 1976 – Klaus Tennstedt – Klytämnestra (Omega Opera Archive)
- Strauss: Elektra, Berlin 1977 – Marek Janowski – Klytämnestra (Omega Opera Archive)
- Strauss: Salome, München 1977 – Fritz Rieger – Herodias (Omega Opera Archive)
- Strawinsky: Oedipus Rex, Köln 1951 (WDR) – Strawinsky – Iocasta (Gebhardt)
- Sullivan: Die Piraten von Penzance, Köln 1968 – Franz Marszalek – (Gala)
- Tschaikowsky: Pique Dame, Wien 1965 – Gustav Kuhn – Gräfin (Hamburger Archiv für Gesangskunst)
- Tschaikowsky: Pique Dame, Buenos Aires 1981 – Janowski – Gräfin (Otrantomax)
- Tschaikowsky: Pique Dame, Köln 1981 – Gerd Albrecht – Gräfin (Omega Opera Archive)
- Tschaikowsky: Pique Dame, Dortmund 1983 – Hans Wallat – Gräfin
- Tschaikowsky: Pique Dame, Köln 1988 – Kitaenko – Gräfin (Omega Opera Archive)
- Tschaikowsky: Pique Dame. Wien 1992 – Ozawa -Gräfin (Premiere Opera)
- Verdi: Die Macht des Schicksals, Hamburg 1952 – Schmidt-Isserstedt – Preziosilla (Eurodisc)
- Verdi: Macbeth, Berlin 1950 (Admiralspalast live) – Keilberth – Lady Macbeth (Myto)
- Verdi: Ein Maskenball, Köln 1951 (WDR) – Fritz Busch – (Calig)
- Verdi: Ein Maskenball. Hamburg 1965 – Nino Sanzogno – (Opera Depot)
- Wagner: Parsifal, Bayreuth 1951 (live) – Knappertsbusch – Kundry (Teldec)
- Wagner: Götterdämmerung. Bayreuth 1952 (live) – Keilberth – Gutrune, Dritte Norn (Paragon)
- Wagner: Tristan und Isolde, Bayreuth 1952 – von Karajan – Isolde (Orfeo d’Or 1952, Bayreuther Festspiele live), mehrere Auszeichnungen u. a. Preis der deutschen Schallplattenkritik
- Wagner: Parsifal. 1953 (live) – Clemens Krauss – Kundry (Arlecchino)
- Wagner: Der Ring des Nibelungen, Rom 1953 (RAI Roma live)  – Furtwängler – Brünnhilde (EMI)
- Wagner: Der Ring des Nibelungen. Bayreuth 1953 (live) – Keilberth – Brünnhilde (Golden Melodram)
- Wagner: Die Walküre. Bayreuth 1954 (live) – Keilberth – Sieglinde (Melodram)
- Wagner: Parsifal. Bayreuth 1956 (live) – Knappertsbusch – Kundry, Altsolo (Telefunken)
- Wagner: Götterdämmerung. Bayreuth 1967 (live) – Böhm – Waltraute (Philips)
- Siegfried Wagner: Der Friedensengel, London 1975 – Head – (Living Stage)
- Siegfried Wagner: Sonnenflammen, Wiesbaden 1979 – Köhler – (Omega Opera Archive)
- Weill: Aufstieg und Fall der Stadt Mahagonny, Stuttgart 1967 – Leitner – Leokadja (Opera Depot)
- Zeller: Der Vogelhändler, ca. 1967 – Adelaide – (Telefunken).

## Fernsehaufzeichnungen (Auswahl)
- Beethoven: Fidelio. Wien 1955 (Generalprobe) – Böhm – Leonore (NBC-Archiv)
- Richard Rodney Bennett: Napoleon kommt (A Penny for a Song), München 1969 – Dohnanyi – Hester – (ARD)
- Boris Blacher: 200000 Taler, Berlin 1969 – Hollreiser – Ettie-Mennie (ARD 1970)
- Richard Heuberger: Der Opernball – Richter – (ARD 1978)
- Carl Millöcker: Der Bettelstudent – Wallberg (ARD 1971)
- Millöcker: Gasparone – TV
- Strauss: Arabella – Solti – Kartenaufschlägerin (Unitel 1977)
- Strauss: Die schweigsame Frau – Sawallisch – Haushälterin (ARD 1973)
- Strawinsky: The Rake’s Progress – Bender – Mutter Goose (München 1977)
- Tschaikowsky: Pique Dame – Albrecht – Gräfin (ZDF 1981)
- Verdi: Ein Maskenball – Sanzogno – Ulrica (ZDF 1966)
- Weill: Aufstieg und Fall der Stadt Mahagonny – Mende – Begbick (ARD 1970).